# Shirane (lớp tàu khu trục)
Tàu khu trục lớp Shirane (tiếng Nhật: しらね型護衛艦) là lớp tàu khu trục mang máy bay trực thăng (DDH) phục vụ trong biên chế Lực lượng Phòng vệ trên biển Nhật Bản (JMSDF). Shirane là thế hệ tàu khu trục mang máy bay trực thăng thế hệ thứ hai của JMSDF, có tất cả hai tàu thuộc lớp này đã được đóng và hạ thủy tại Nhà máy đóng tàu Tokyo số 1 của Ishikawajima Harima Heavy Industries trong các kế hoạch mua sắm khí tài quân sự năm 1977-1979.
Cho đến khi các tàu khu trục lớp Kongo (63DDG) được đóng, tức Aegis DDG, Shirane là lớp tàu khu trục lớn nhất của JMSDF, và là biểu tượng của JMSDF cả trên danh nghĩa và thực tế.

## Thiết kế

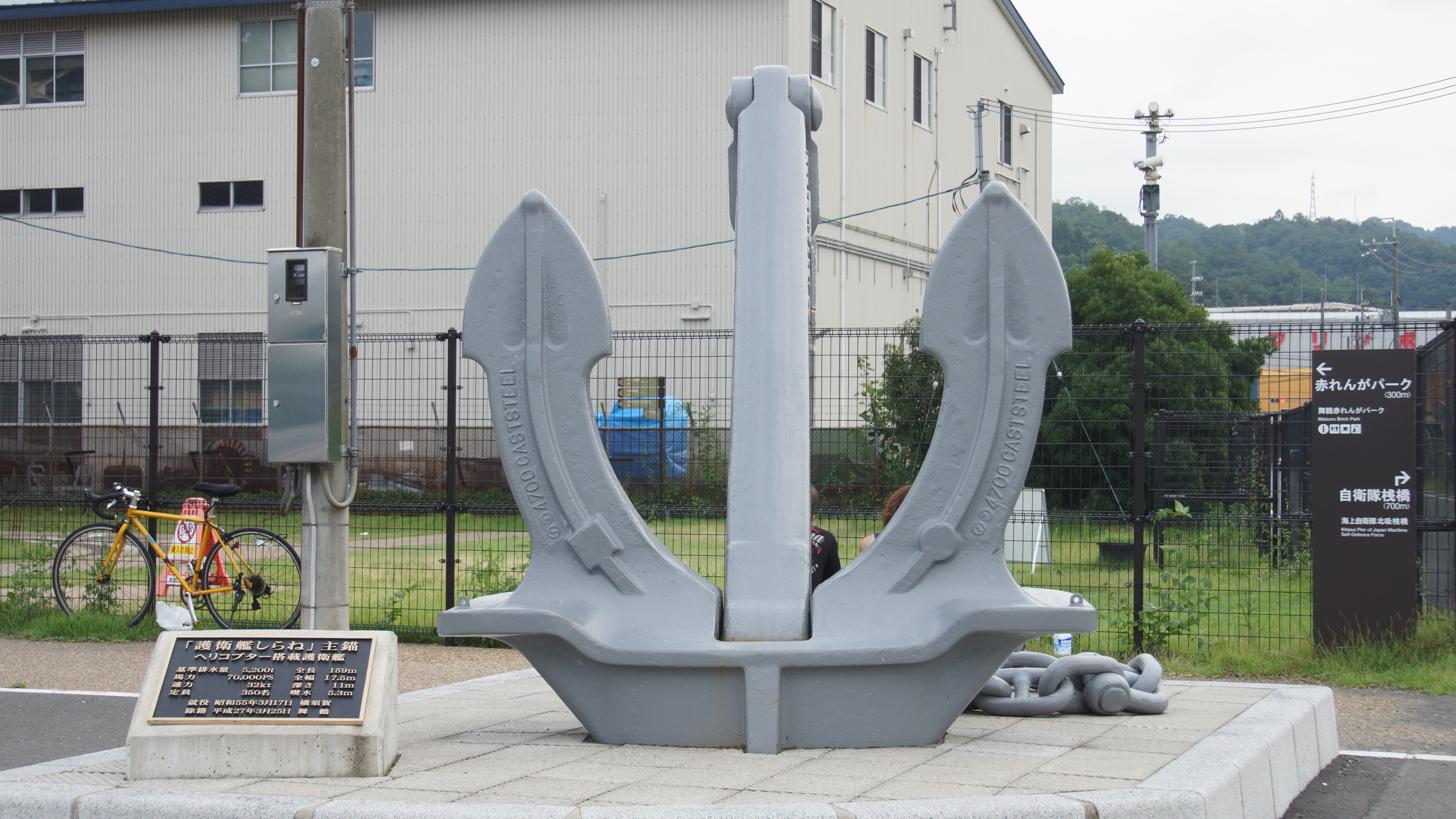
Mỏ neo của JS Shirane được trưng bày tại Căn cứ Hải quân Maizuru

Nhằm chống lại các hạm đội tàu ngầm của Trung Quốc, Nga và Triều Tiên, ngay từ những năm đầu thập niên 1970 Nhật Bản đã bắt tay vào phát triển lớp tàu khu trục chống ngầm mới dựa trên cơ sở tàu khu trục lớp Haruna và định danh là lớp Shirane. Shirane vốn là tên của một ngọn núi tọa lạc tại tỉnh Ishikawa, một tỉnh thuộc vùng Chūbu trên đảo Honshū, Nhật Bản.
Tương tự như tàu khu trục lớp Haruna, thiết kế phần thân của Shirane được chia làm hai phần chính: phía trước là thượng tầng trang bị các hệ thống vũ khí hạng nặng; phía sau thượng tầng làm sàn đáp của trực thăng. Phần thượng tầng có diện tích lớn cho phép bố trí nhiều trạm chỉ huy khác nhau. Vì thế, hai tàu khu trục này chủ yếu được JMSDF sử dụng như những tàu chỉ huy. Trên các tàu khu trục lớp Shirane được bố trí 2 ống khói, ống trước gần mạn trái và ống khói sau gần mạn phải của tàu. Khu vực nhà chứa trực thăng của Shirane được thiết kế lớn hơn so với Haruna và được kéo dài tới gần sàn đáp của trực thăng phía cuối tàu. Chiều dài của tàu cũng vì thế mà tăng thêm khoảng 6m và trọng lượng tăng thêm khoảng 200 tấn so với lớp Haruna.
Shirane là tàu khu trục đầu tiên của Nhật Bản được trang bị một radar định vị phát hiện mục tiêu trên không ba tọa độ. Nhiệm vụ tác chiến chủ yếu của Shirane là chống ngầm (ASW) nhưng tàu vẫn có khả năng thực hiện một loạt các nhiệm vụ khác như chống tàu mặt nước (ASUW) và phòng không (AAW).
Tàu có chiều dài tổng thể là 159m, rộng 17,5m, mớn nước 5.3m, lượng giãn nước tiêu chuẩn 5.200 tấn, đầy tải 6.800 tấn. Thủy thủ đoàn của tàu có 350 người (DDH-143), 360 người (DDH-144). Vào thời điểm ra đời, tàu khu trục lớp Shirane có trọng tải, kích thước lớn hơn và hình dáng khá khác biệt so với các lớp tàu khu trục khác của JMSDF. Theo nhận định của các chuyên gia, các tàu lớp Haruna và Shirane có nhiều nét tương đồng với các tàu khu trục mang trực thăng lớp Moskva của Liên Xô/Nga thời Chiến tranh Lạnh hơn cả, khi cùng được thiết kế để làm kỳ hạm của biên đội tác chiến chống ngầm.

## Hệ thống điện tử

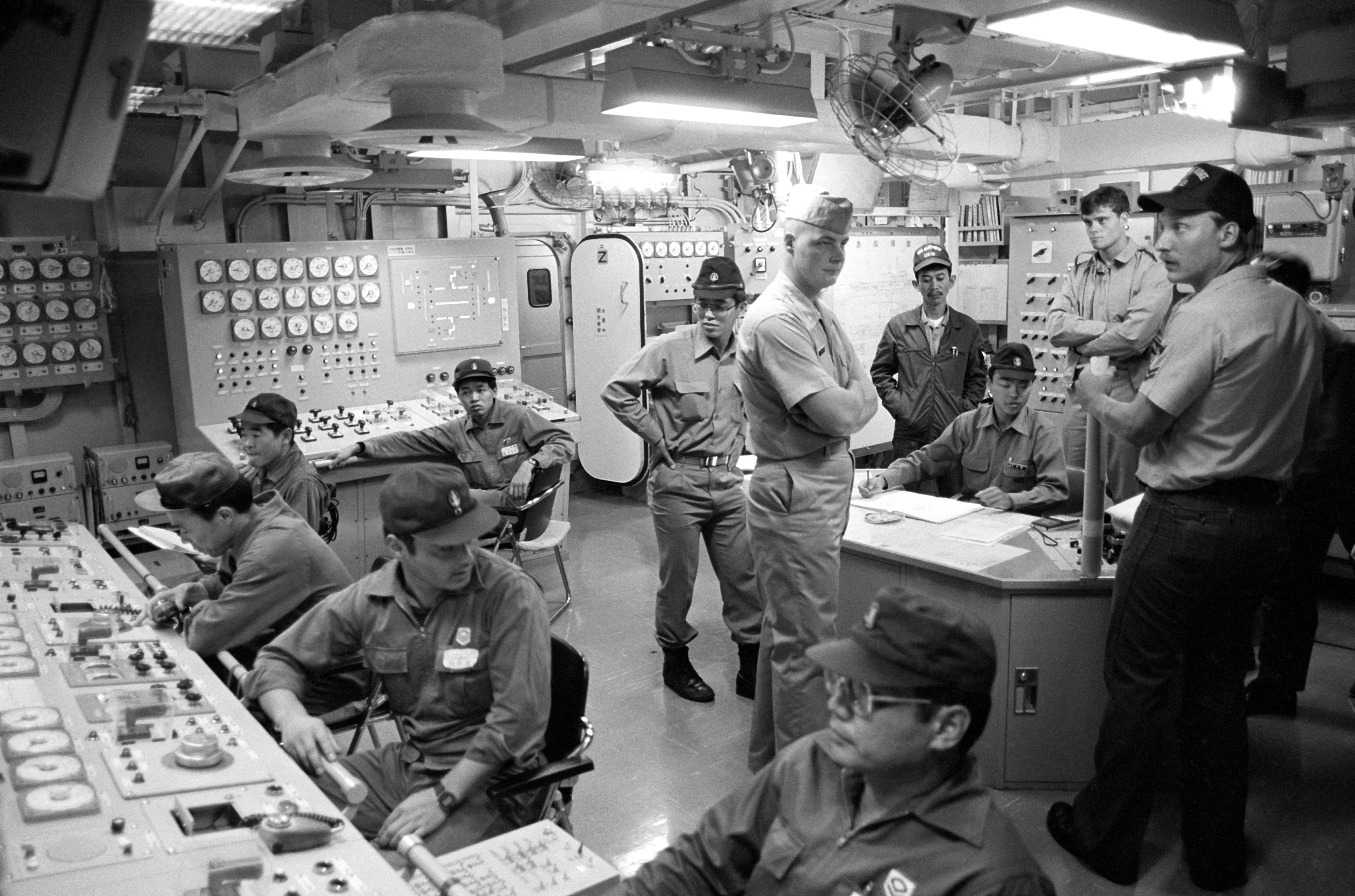
Phòng điều khiển của tàu JS Shirane, ngày 1 tháng 10 năm 1986.

Shirane được lắp đặt hệ thống định hướng chiến đấu OYQ-3 TDPS. Hệ thống này được phát triển tập trung vào chức năng hỗ trợ chỉ huy tác chiến chống ngầm và OYQ-3 cũng là thiết bị xử lý thông tin chiến thuật đầu tiên của JMSDF hỗ trợ hoạt động trên Link-11, một liên kết dữ liệu chiến thuật hai chiều. Ban đầu,OYQ-3 không có chức năng điều khiển vũ khí. Tuy nhiên, trong chương trình nâng cấp cuối năm 1990, OYQ-3 đã được tích hợp hệ thống chỉ thị mục tiêu TDS-2-2 sử dụng máy tính điều khiển kỹ thuật số AN / UYK-20. Hệ thống này sau đó đã được đổi tên thành OYQ-3B CDS. 
Shirane được trang bị radar định vị phát hiện mục tiêu trên không ba tọa độ (3D) OPS-12 cho mục đích phòng không và một radar định vị và theo dõi mục tiêu mặt nước OPS-28. Tàu cũng được trang bị hệ thống NOPN-18 dùng để dẫn đường và hỗ trợ máy bay trực thăng hạ cánh. NOPN-18 bao gồm radar đo độ cao OPN-8 và radar định hướng, dẫn đường OPS-22.
Để thực hiện nhiệm vụ chống ngầm, tàu được trang bị các hệ thống trinh sát, tìm kiếm tàu ngầm khá mạnh, bao gồm: sonar kiểu mảng kéo AN / SQS-35 (J) (trên JS Shirane),  AN / SQR-18A TACTASS (trên JS Kurama) và sonar kết hợp chủ/bị động phát hiện và xác định vị trí tàu ngầm OQS-101. Anten của OQS-101 được được gắn cố định trong quả cầu hình giọt nước ở mũi tàu, anten được tách rời khỏi các khoang trên tàu bằng bộ phận cách âm, giảm tối thiểu nhiễu thủy âm khi sonar hoạt động. Ngoài tra, hệ thống kiểm soát tác chiến chống ngầm OYQ-101 cũng được lắp đặt cho tàu.
Tương tự như tàu khu trục JS Asakase (DDG-169), hệ thống phát hiện và gây nhiễu sóng vô tuyến NOLQ-1, radar cảnh báo tên lửa OLR-9B và hệ thống mồi bẫy Mk-137 SRBOC cũng được lắp đặt cho các tàu lớp Shirane. NOLQ-1 là một hệ thống đa chức năng, hệ thống có khả năng hỗ trợ tác chiến điện tử (ESM) và tấn công điện tử (ECM). Tàu còn được trang bị hệ thống hệ thống nhử mồi ngư lôi kiểu mảng kéo AN/SLQ-25 Nixie do Công ty Argon ST Fairfax, Virginia, sản xuất.
Đối với liên lạc vệ tinh, tàu đươc trang bị hệ thống liên lạc vệ tinh NORA-1 (hoạt động trên băng tần X) dùng để kết nối với vệ tinh SUPERBIRD B2, NORQ-1 (hoạt động trên băng tần Ku) kết nối với vệ tinh dân sự và AN/WSC-3 (sau được thay thế bằng AN/USC-42) kết nối với UHF-SATCOM của quân đội Liên bang Mỹ.

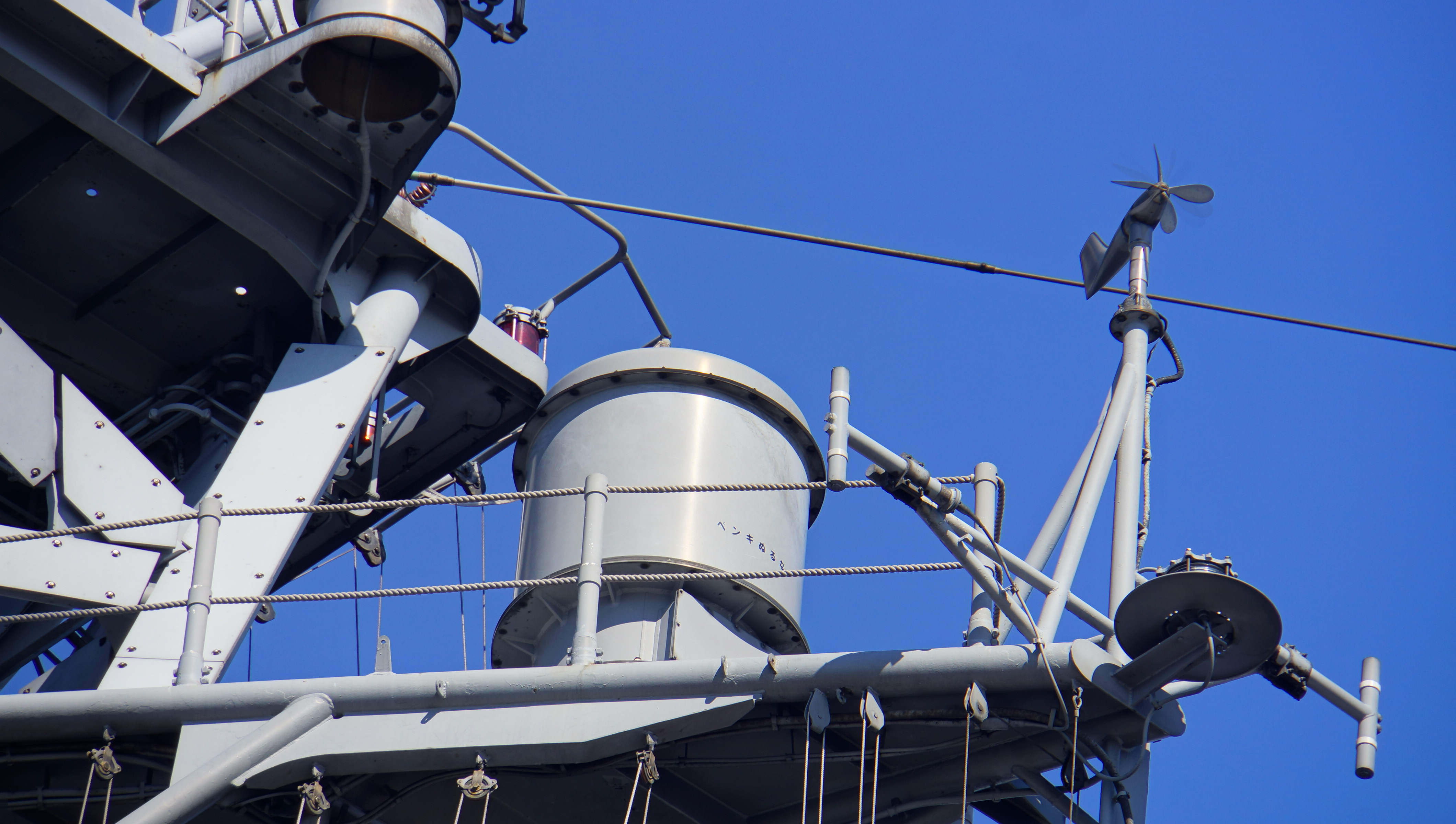
Radar cảnh báo tên lửa OLR-9B.
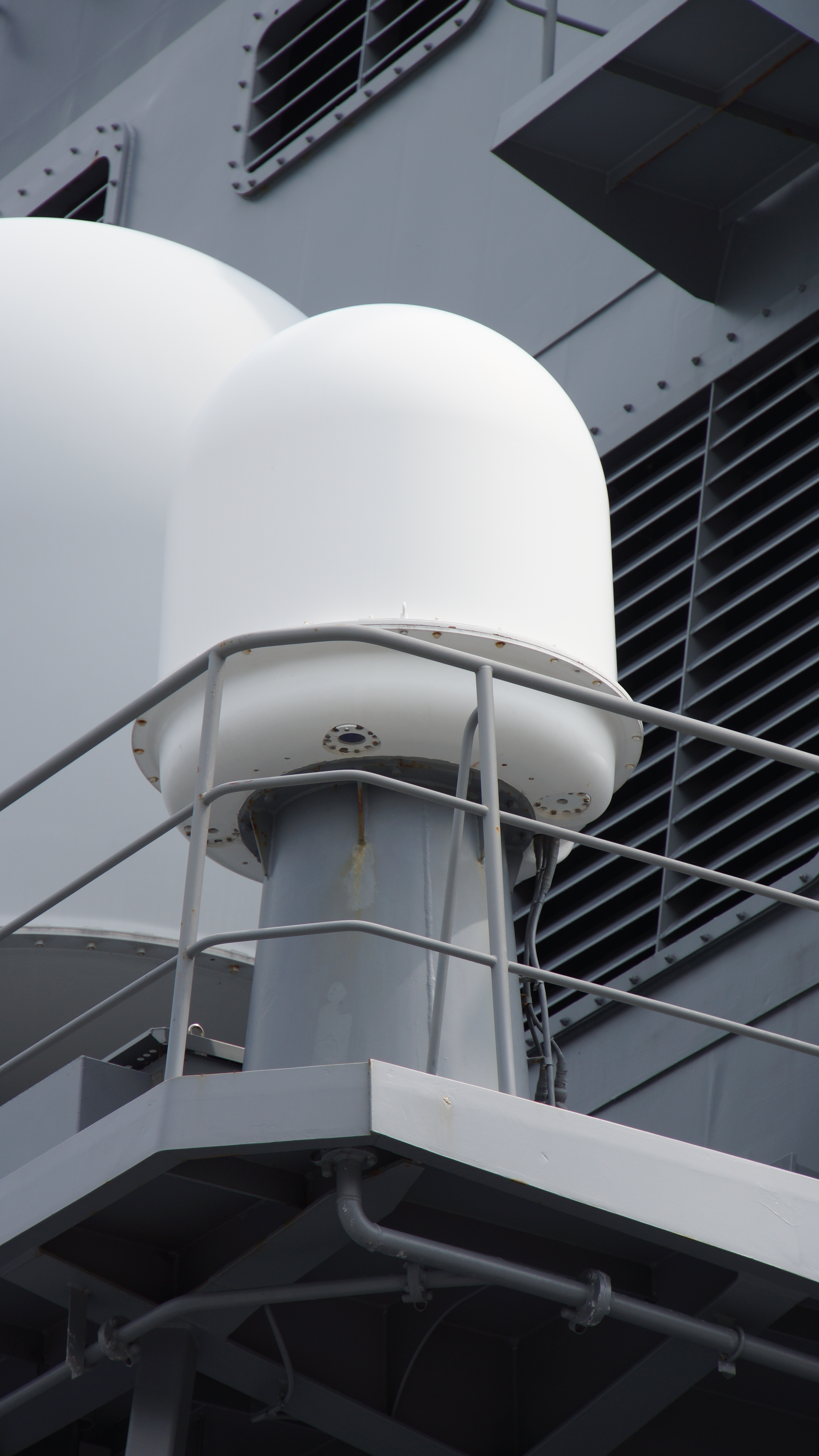
Hệ thống liên lạc vệ tinh NORQ-1
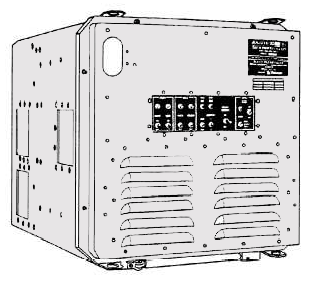
Máy tính điều khiển AN/UYK-20.
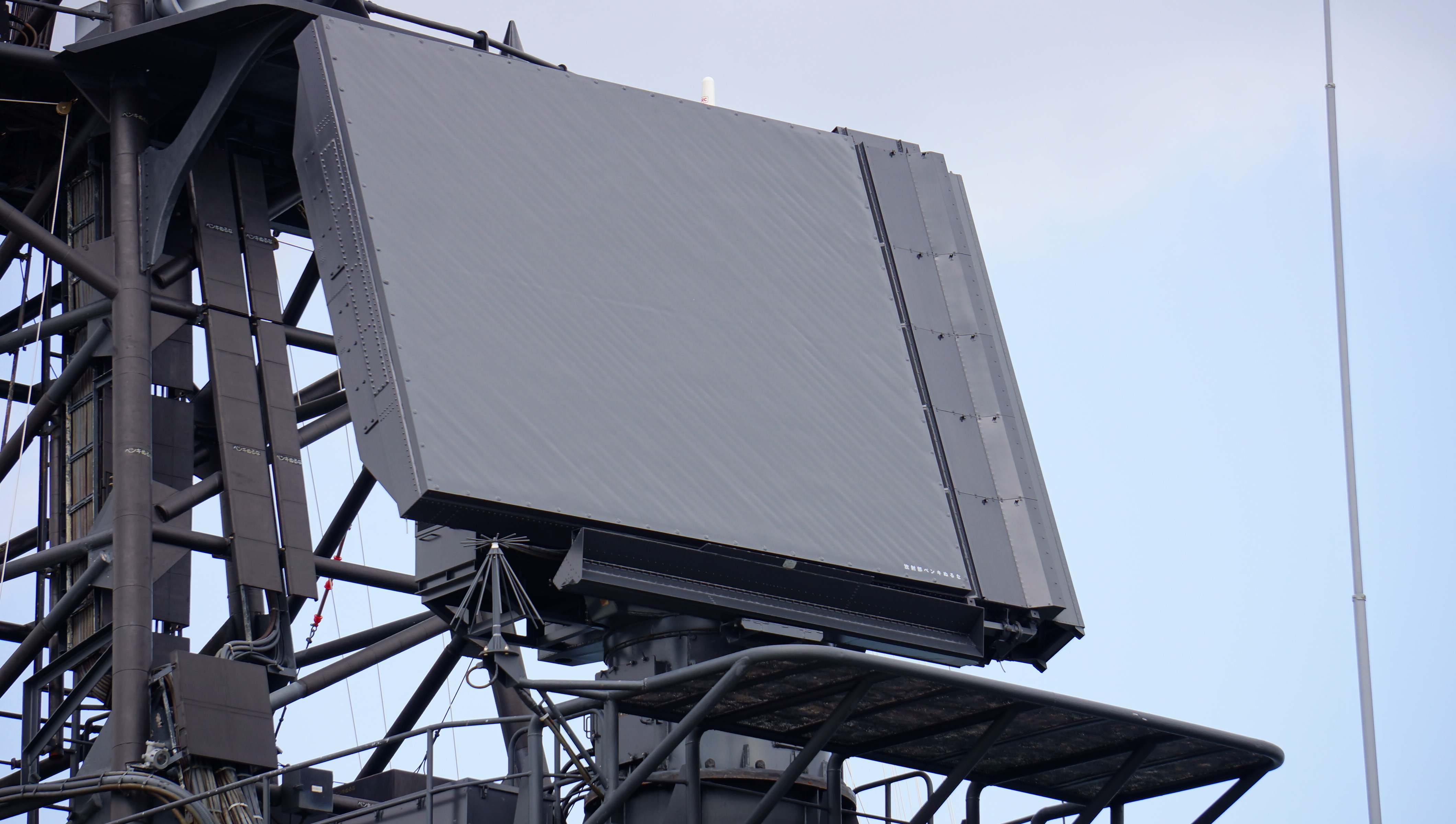
radar định vị phát hiện mục tiêu trên không ba tọa độ (3D) OPS-12.
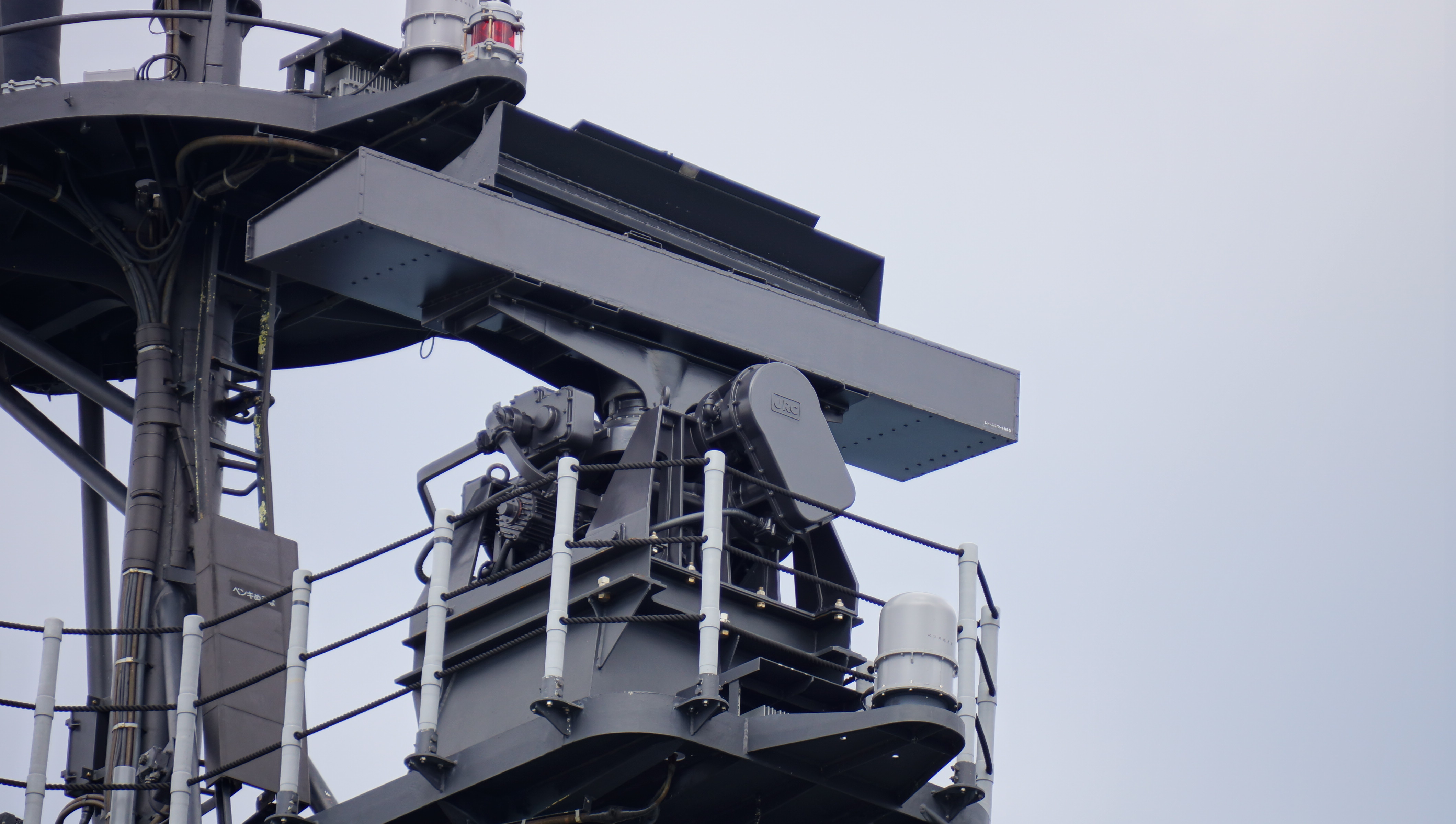
Radar định vị và theo dõi mục tiêu mặt nước OPS-28.
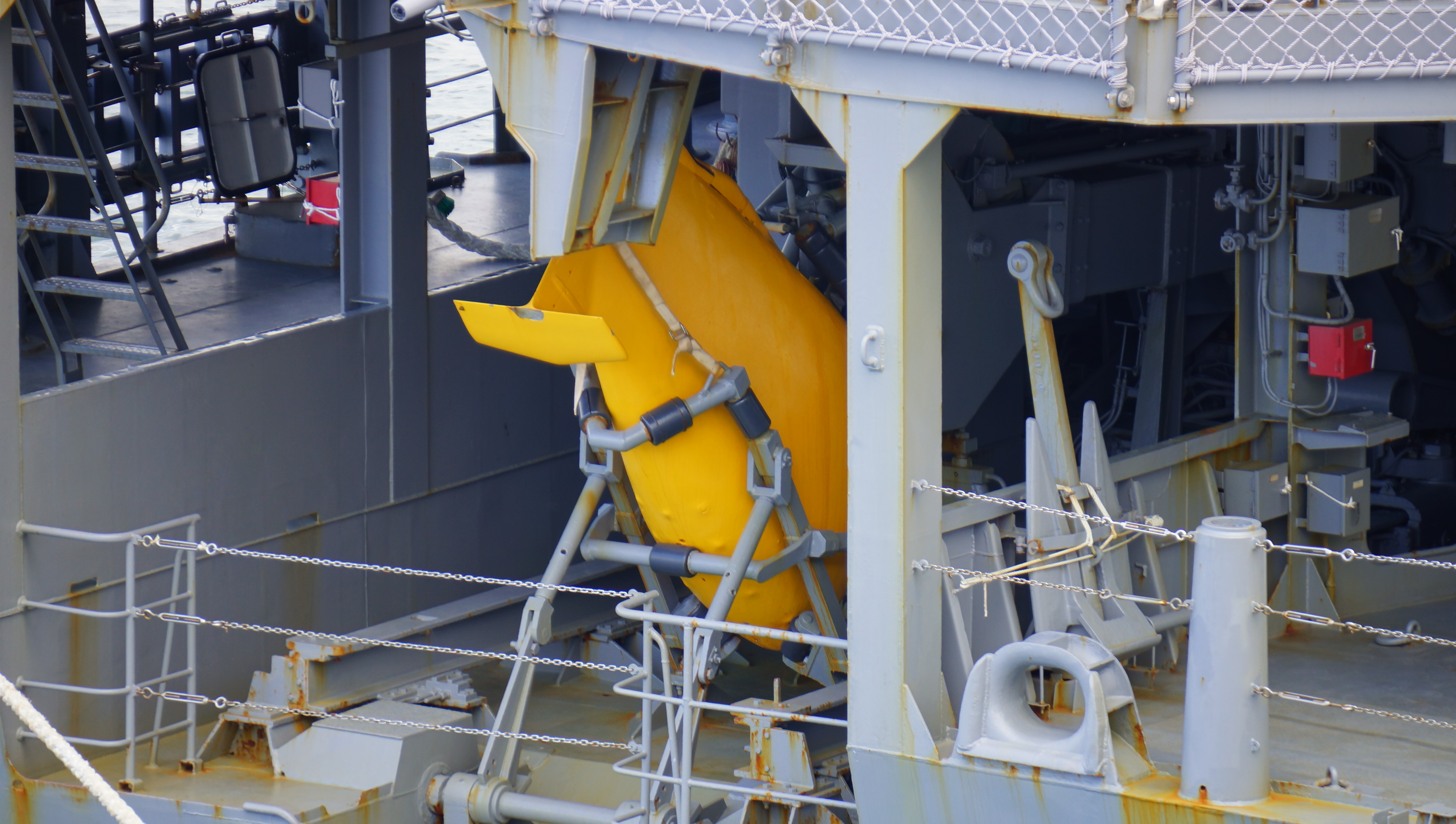
Sonar kiểu mảng kéo AN/SQR-18A.
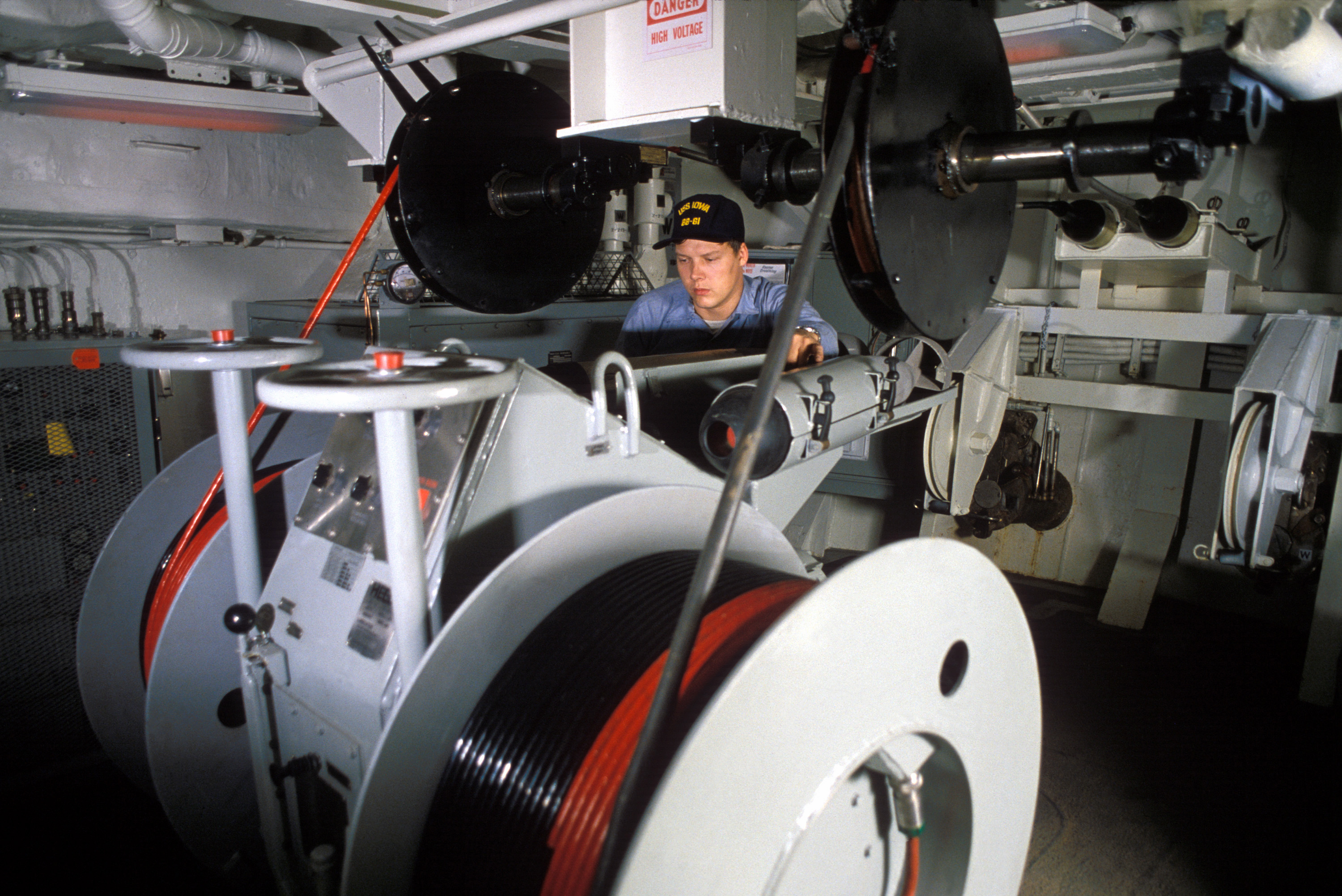
Hệ thống nhử mồi ngư lôi kiểu mảng kéo AN/SLQ-25 Nixie.
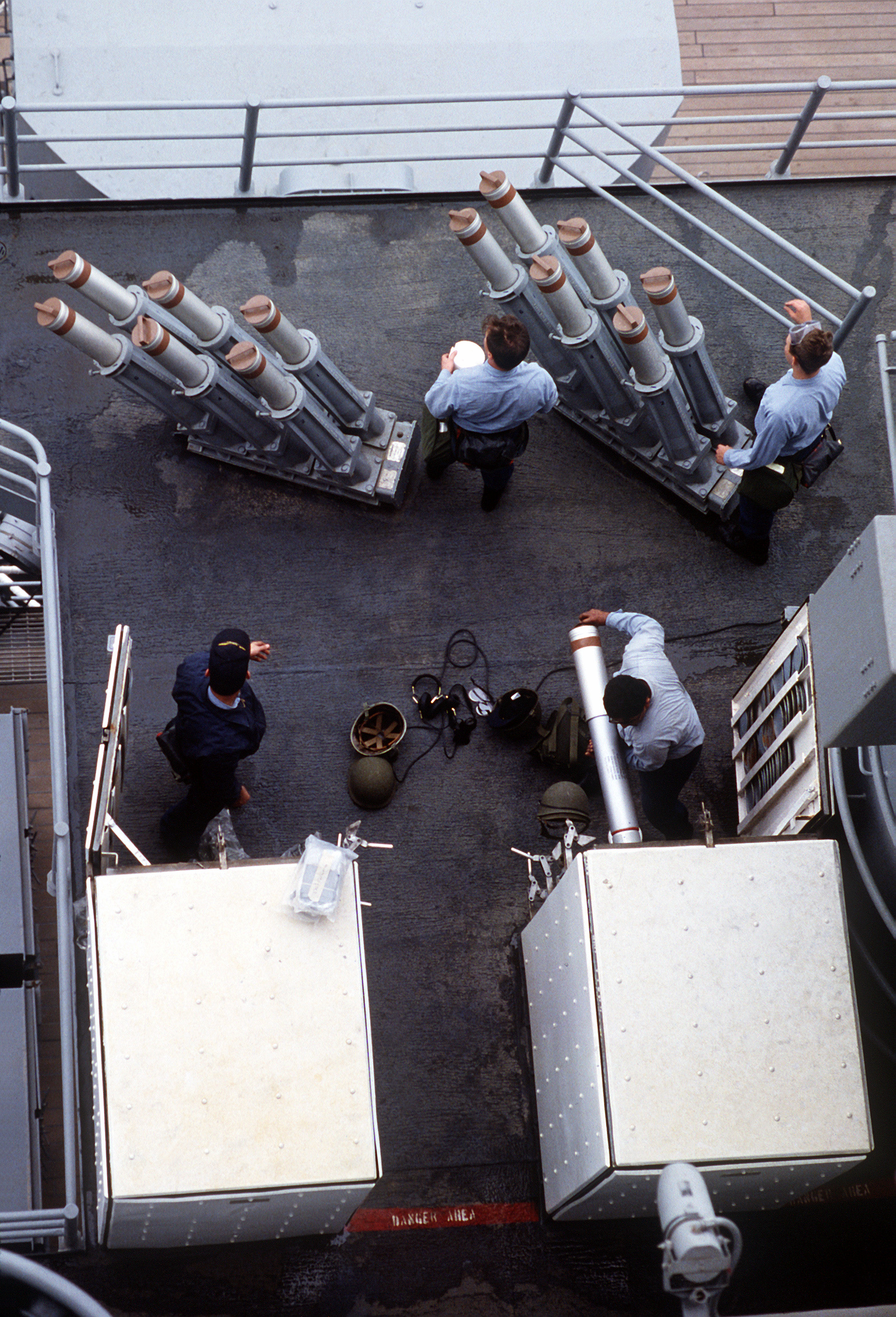
Hệ thống phóng mồi bẫy Mk-137 SRBOC.

## Hệ thống vũ khí

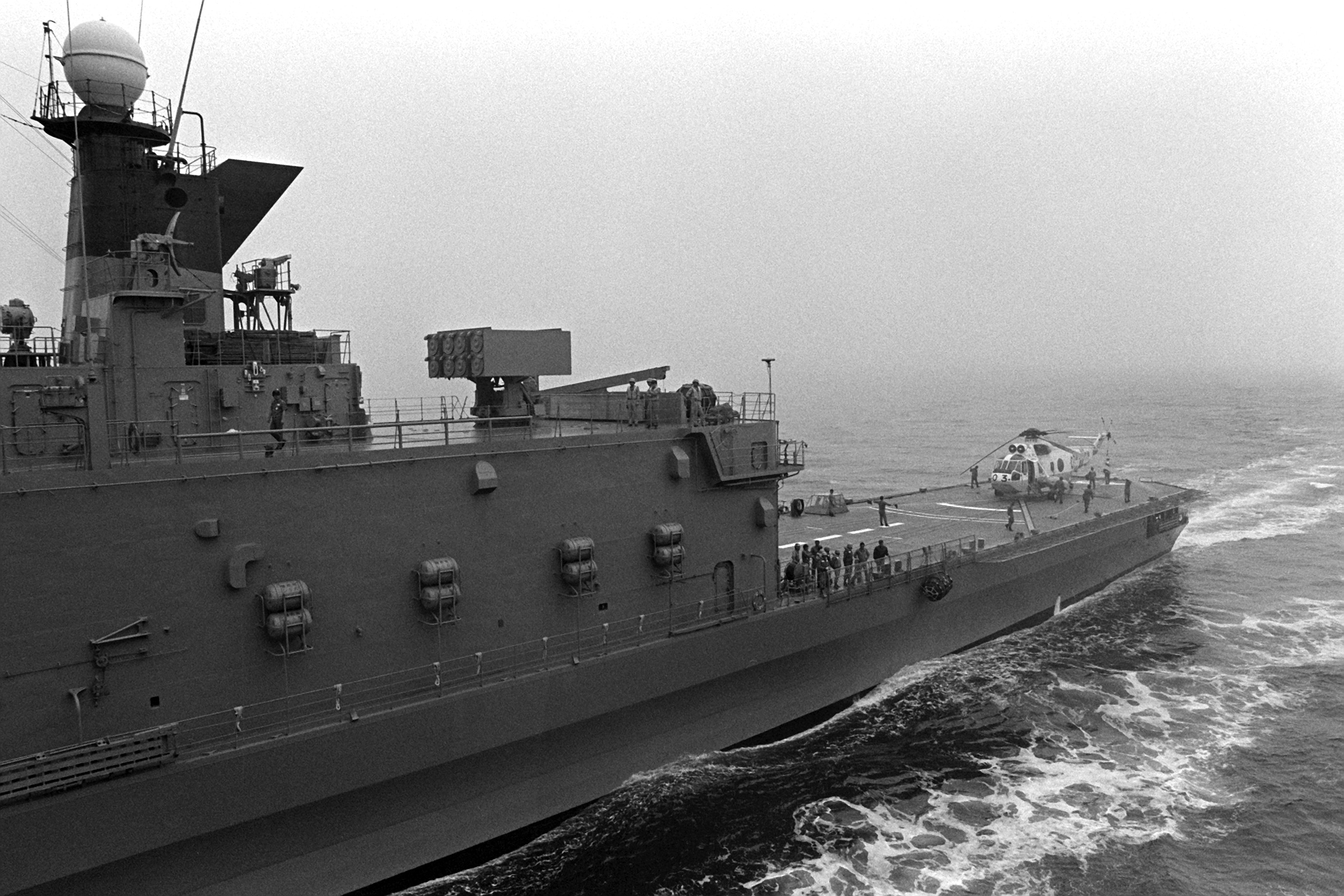
WM-25 được lắp đặt trên nhà chứa máy bay của JS Shirane (DDH-143) năm 1986.

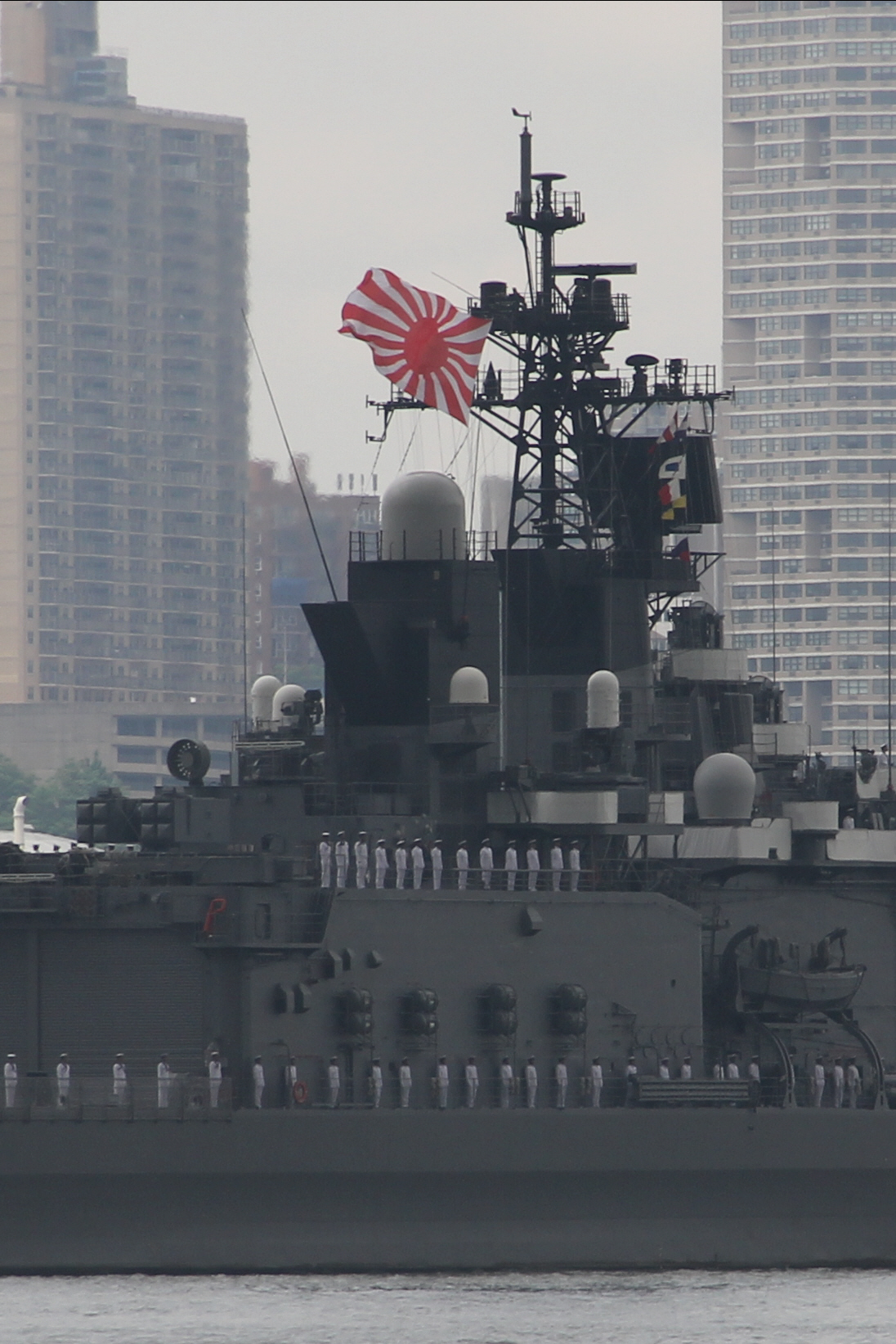
JS Shirane (DDH-143) năm 2012, hệ thống WM-25 đã được thay thế bằng FCS-2-12 sau chương trình nâng cấp năm 2003-2004

Shirane là lớp tàu khu trục đầu tiên của JMSDF được trang bị hệ thống tên lửa phòng không tầm trung Sea Sparrow BPDMS. Ban đầu, tàu được trang bị hệ thống phóng Mk.16 GMLS tích hợp 8 ống phóng Type 74 (phiên bản Mk-112 của Mỹ do Nhật Bản sản xuất theo giấy phép). Sử dụng để phóng tên lửa phòng không RIM-7E, phiên bản hải quân của AIM - 7E Sparrow. RIM-7E có thể mang đầu đạn phân mảnh và có tầm hoạt động 19 km. Dẫn bắn cho tên lửa là hệ thống điều khiển hỏa lực WM-25 do Thales Nederland sản xuất. WM-25 được vận hành thủ công và có hiệu suất không cao. Trong chương trình nâng cấp dài hạn được thực hiện từ năm 2003 đến năm 2004, hệ thống BPDMS đã được cập nhật lên phiên bản IBPDMS với tên lửa RIM-7M và hệ thống phóng GMLS-3 (phiên bản Mk-41 mod 29 của Mỹ do Nhật Bản sản xuất theo giấy phép). MFCS cũng được thay thế bằng hệ thống điều khiển hỏa lực nội địa FCS-2-12.
Pháo chính của tàu là 2 pháo hạm 127mm Type 73/L54 do Nhật sản xuất theo giấy phép pháo hạm Mk-42 mod 7 của Mỹ. Type 73 có thể bắn với tốc độ tối đa 40 phát/phút với tầm bắn 23 km. Tác chiến chống tàu ngầm được hỗ trợ bởi ASROC và ngư lôi. 1 hệ thống phóng Mk.16 GMLS được trang bị phía sau pháo hạm, hệ thống có sức chứa 8 tên lửa chống ngầm RUR-5 ASROC. Tàu được trang bị 3 ống phóng ngư lôi Type 68 để phóng ngư lôi hạng nhẹ Mk-46 ASW. Ngư lôi Mk 46 có thể tấn công tàu ngầm hoạt động ở độ sâu hơn 365m. Hệ thống điều kiển hỏa lực FCS-1A cũng được lắp đặt.
Ngoài ra, Shirane cũng là lớp tàu khu trục đầu tiên của JMSDF được trang bị hệ thống phòng thủ tầm gần Mk-15 Phalanx (CIWS) 20 mm. Pháo Gatling M61A1 Vulcan có tốc độ bắn từ 3.000 đến 4.500 phát/phút. Phalanx được dùng cho nhiệm vụ tiêu diệt tên lửa chống hạm, trực thăng và tàu chiến tốc độ cao của đối phương.

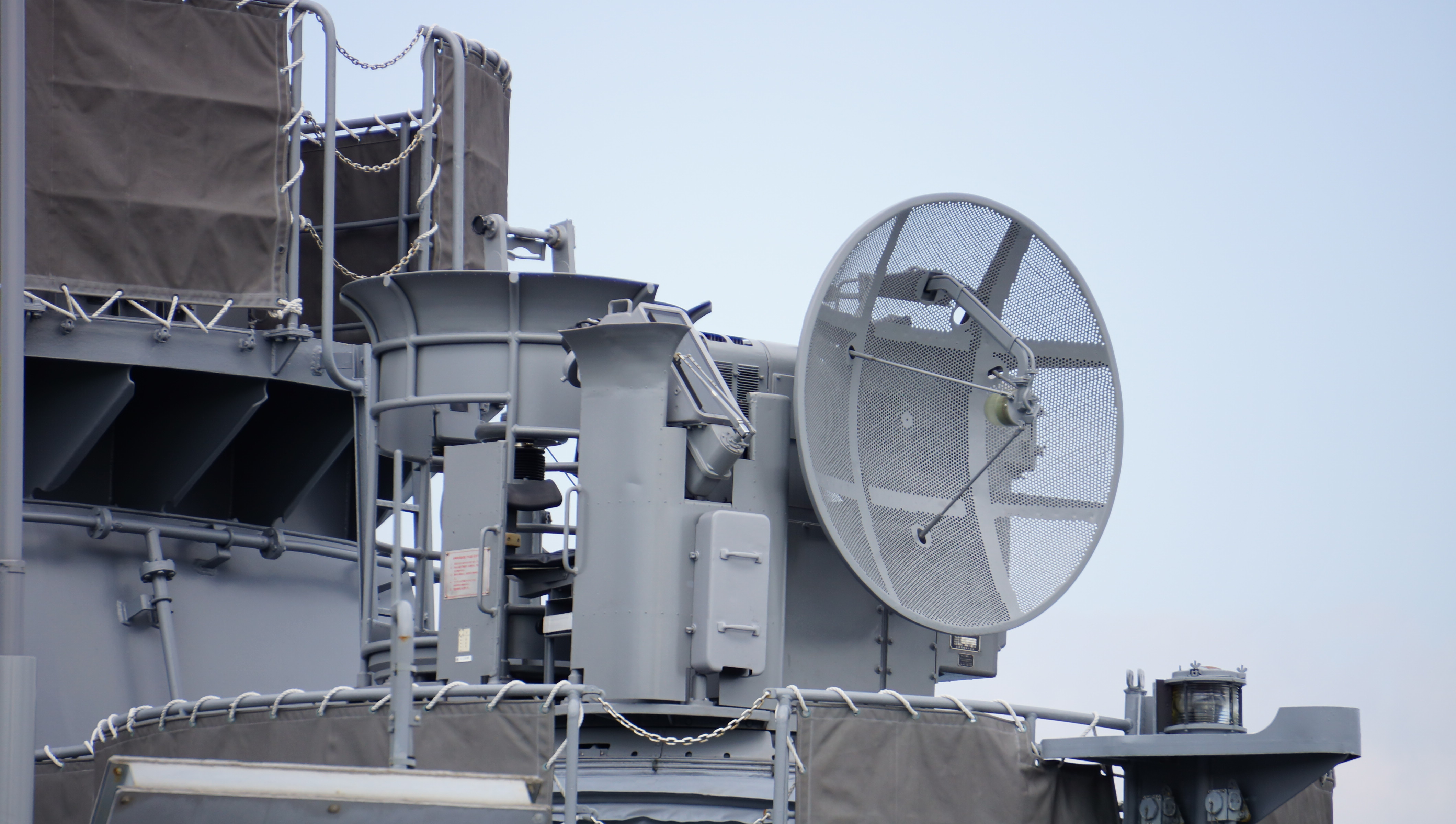
Radar điều khiển hỏa lực FCS-1A
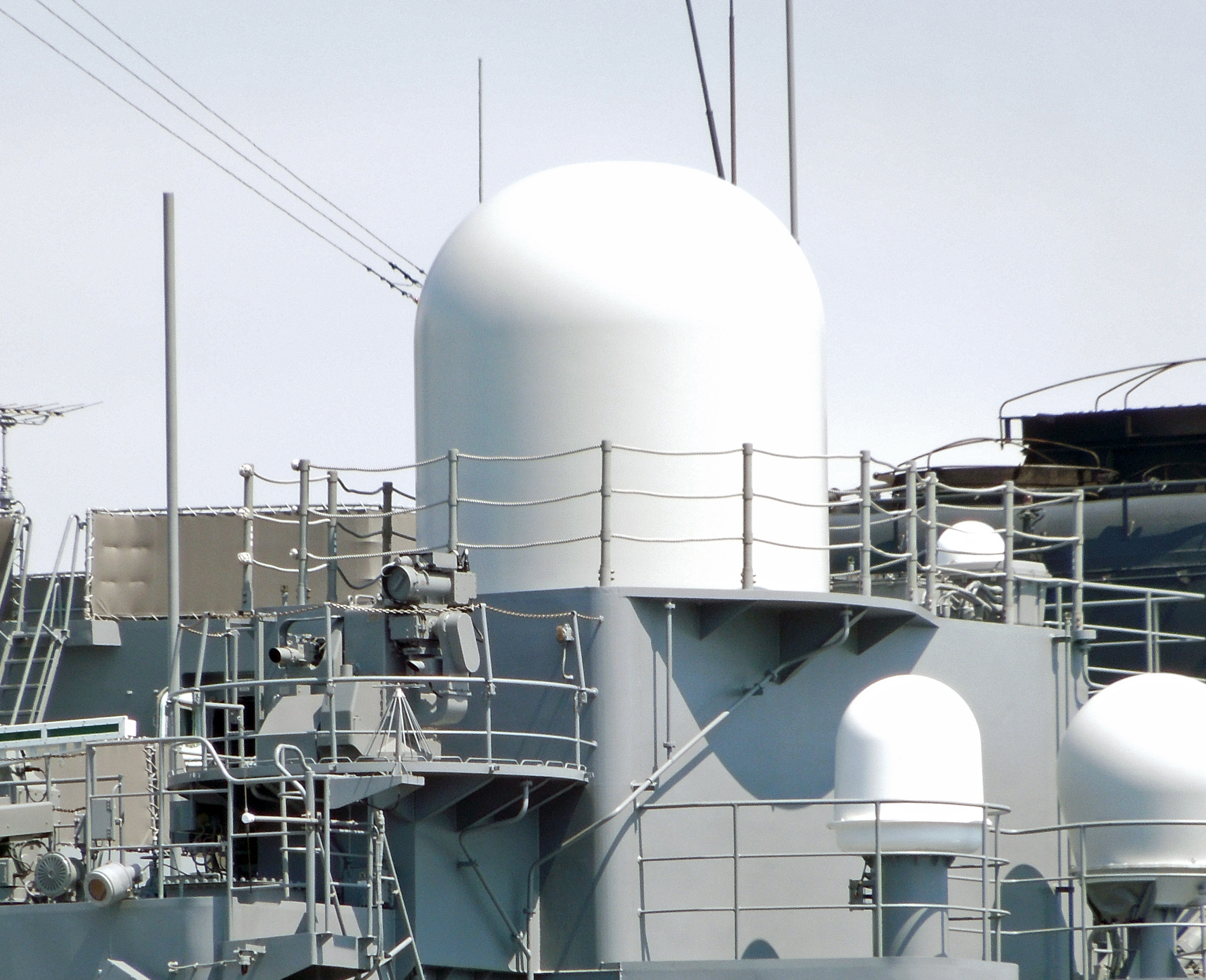
Radar điều khiển hỏa lực FCS-2-12.
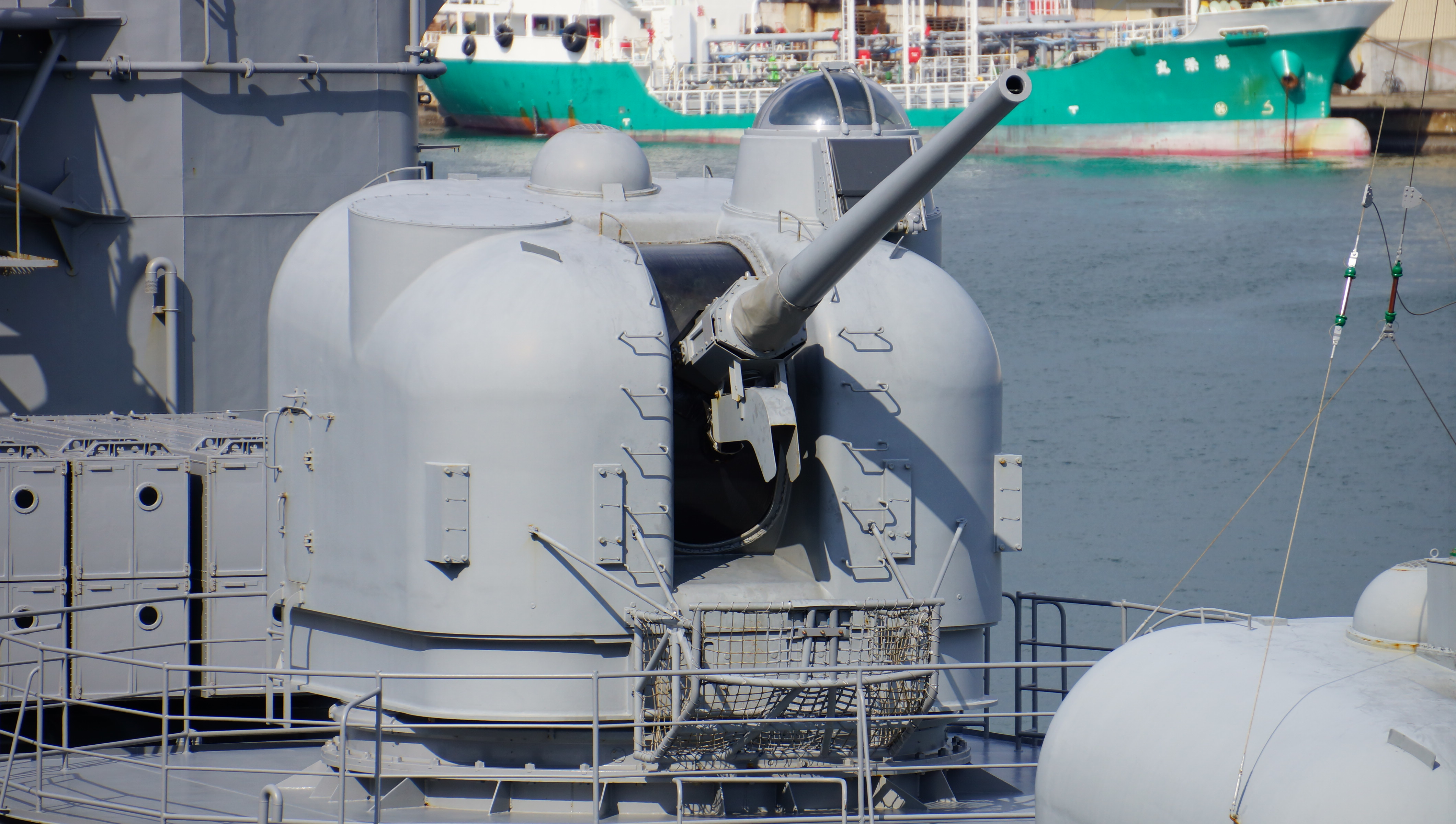
Pháo hạm Type 73/L54 127mm.
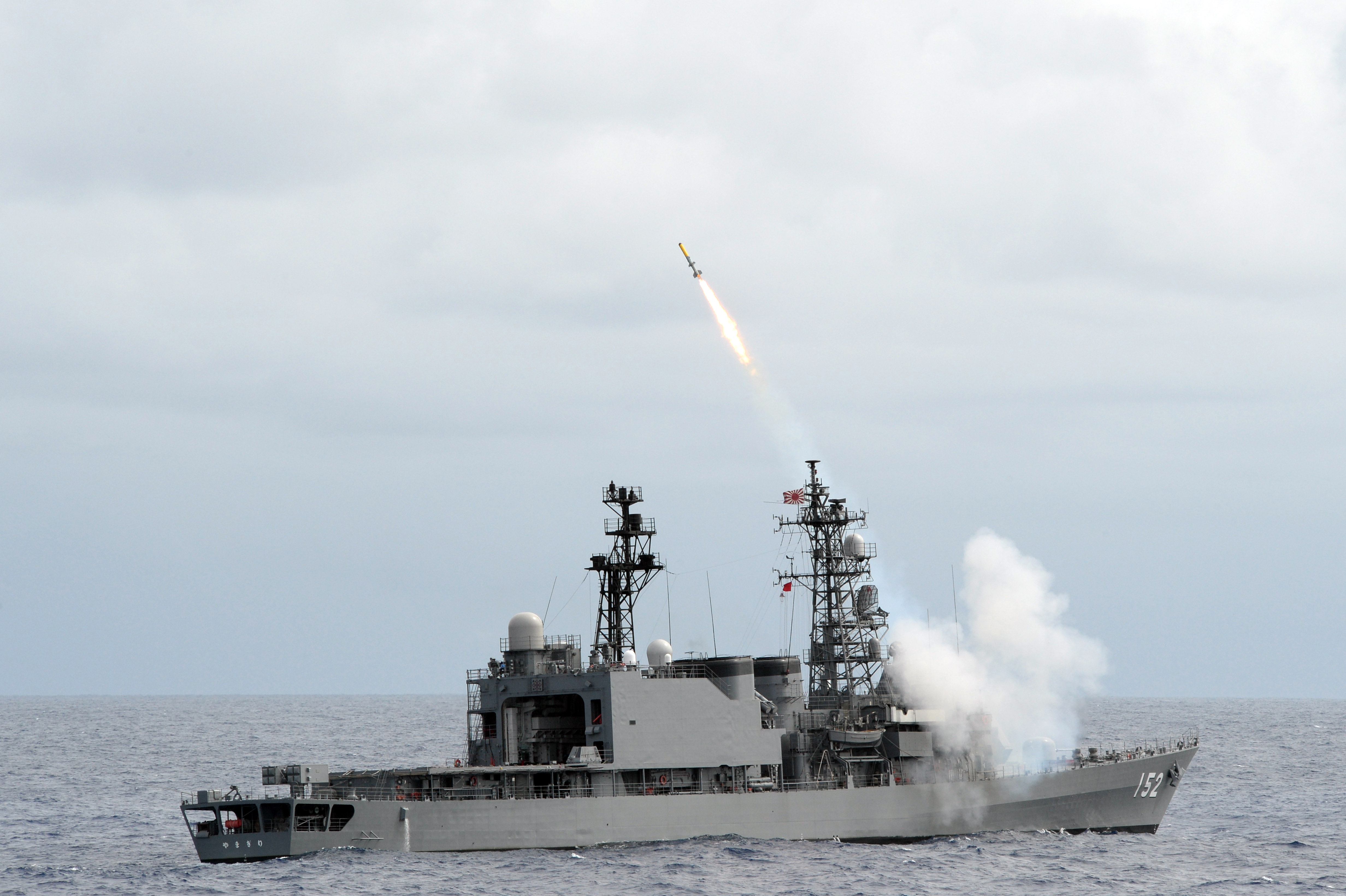
JS Shirane phóng tên lửa phòng không RIM-7E SSM.
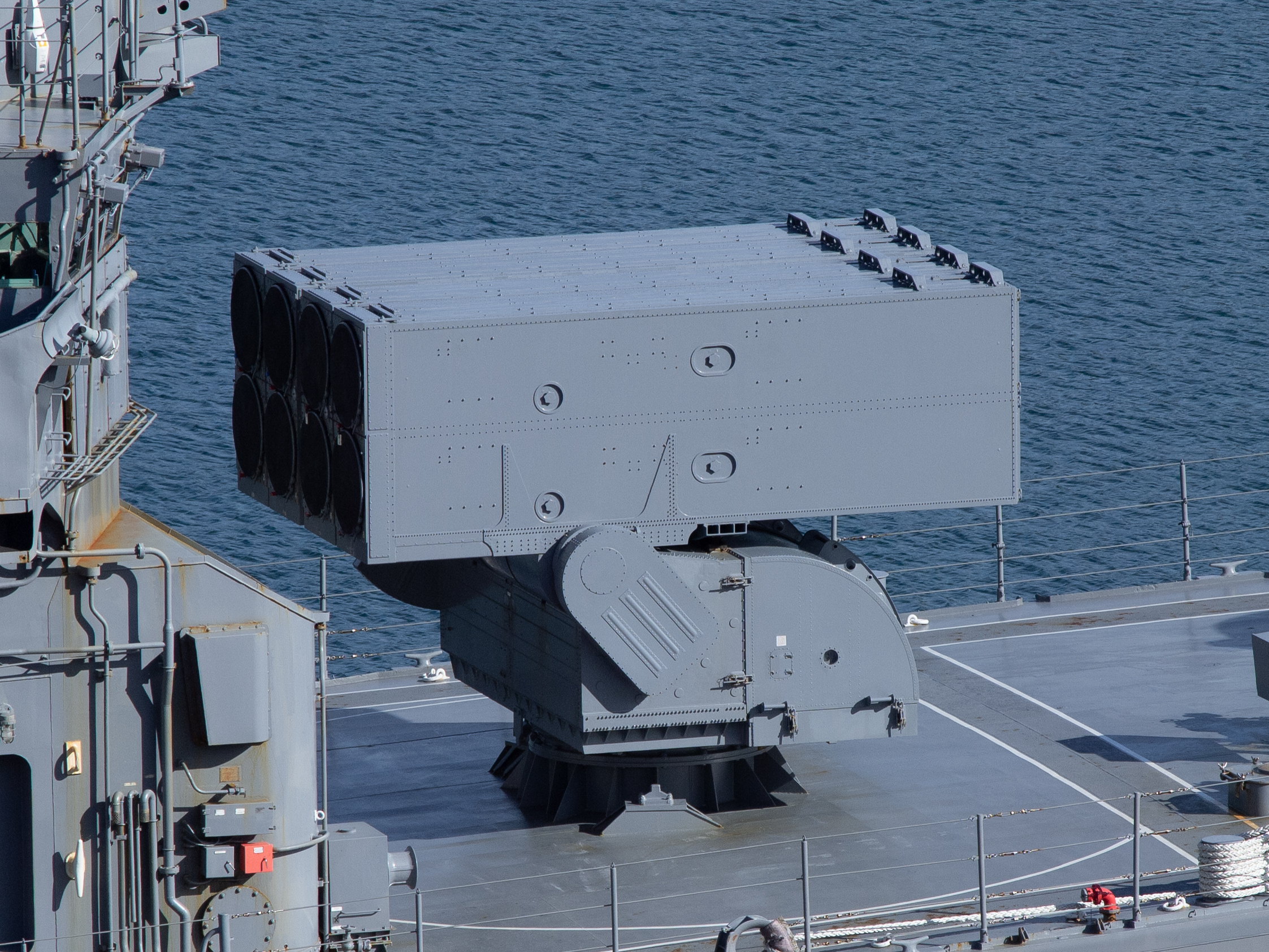
Hệ thống phóng Mk.16 GMLS .
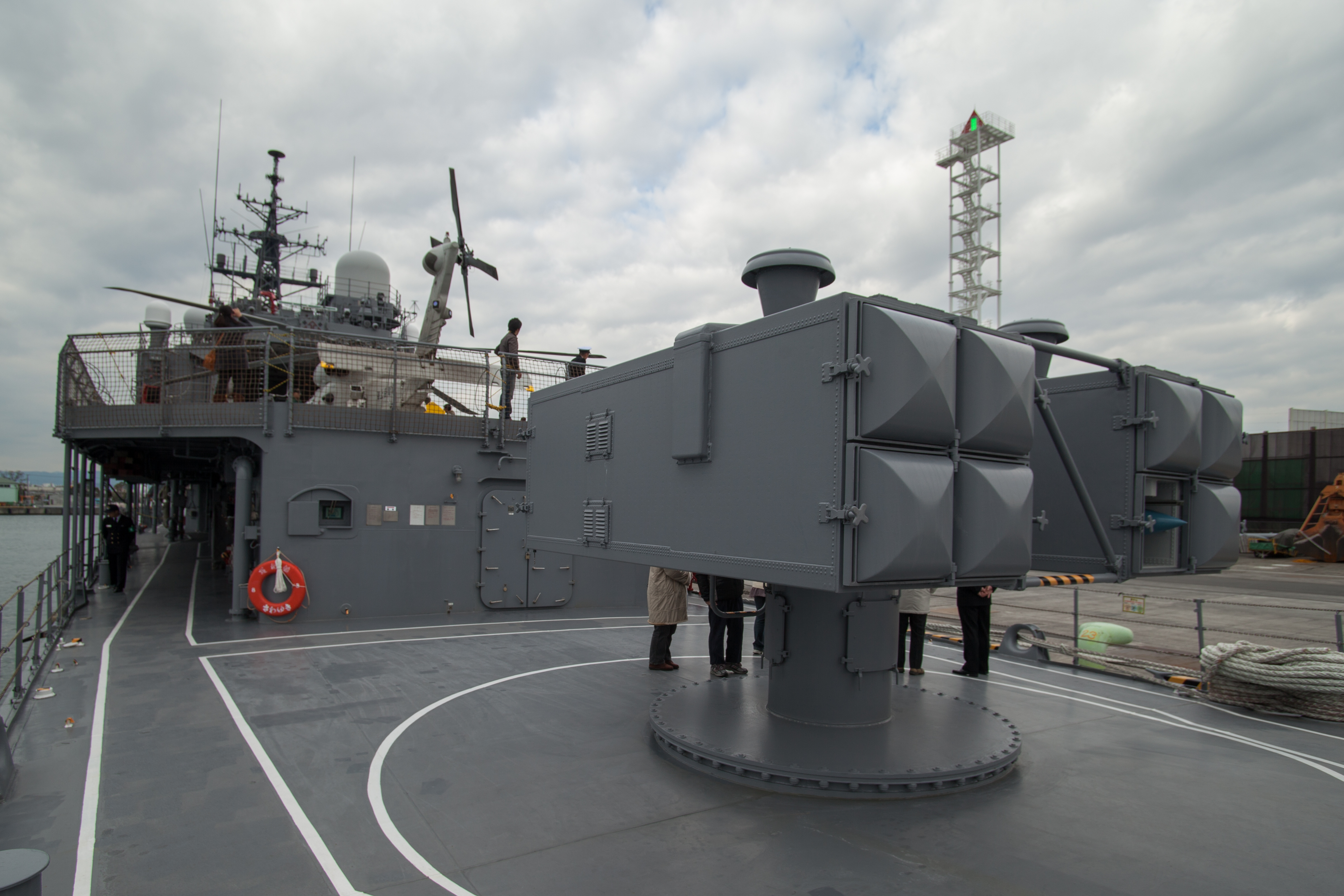
Hệ thống phóng GMLS-3.
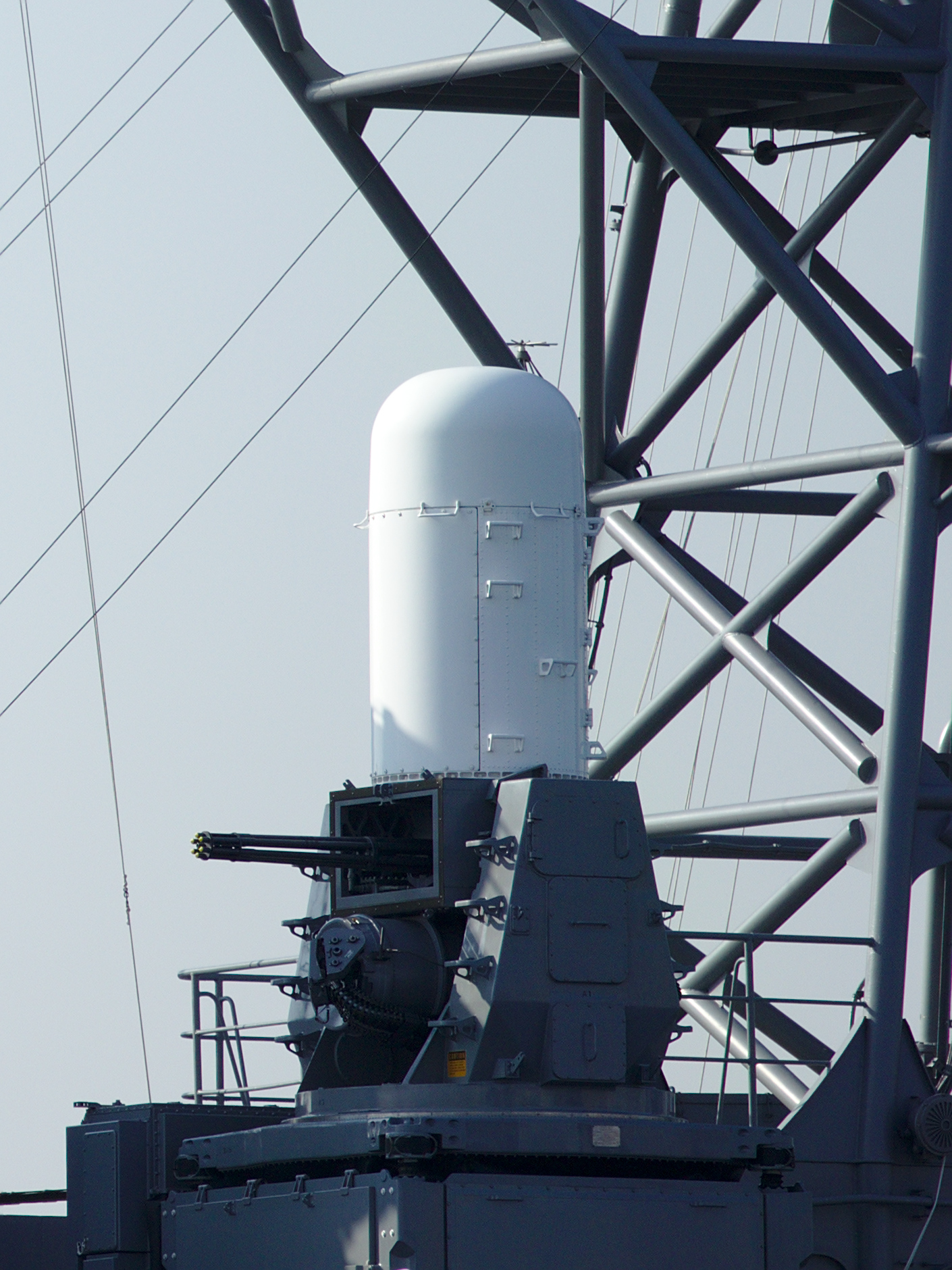
Hệ thống pháo phòng không tầm gần Mk-15 Phalanx 20mm.
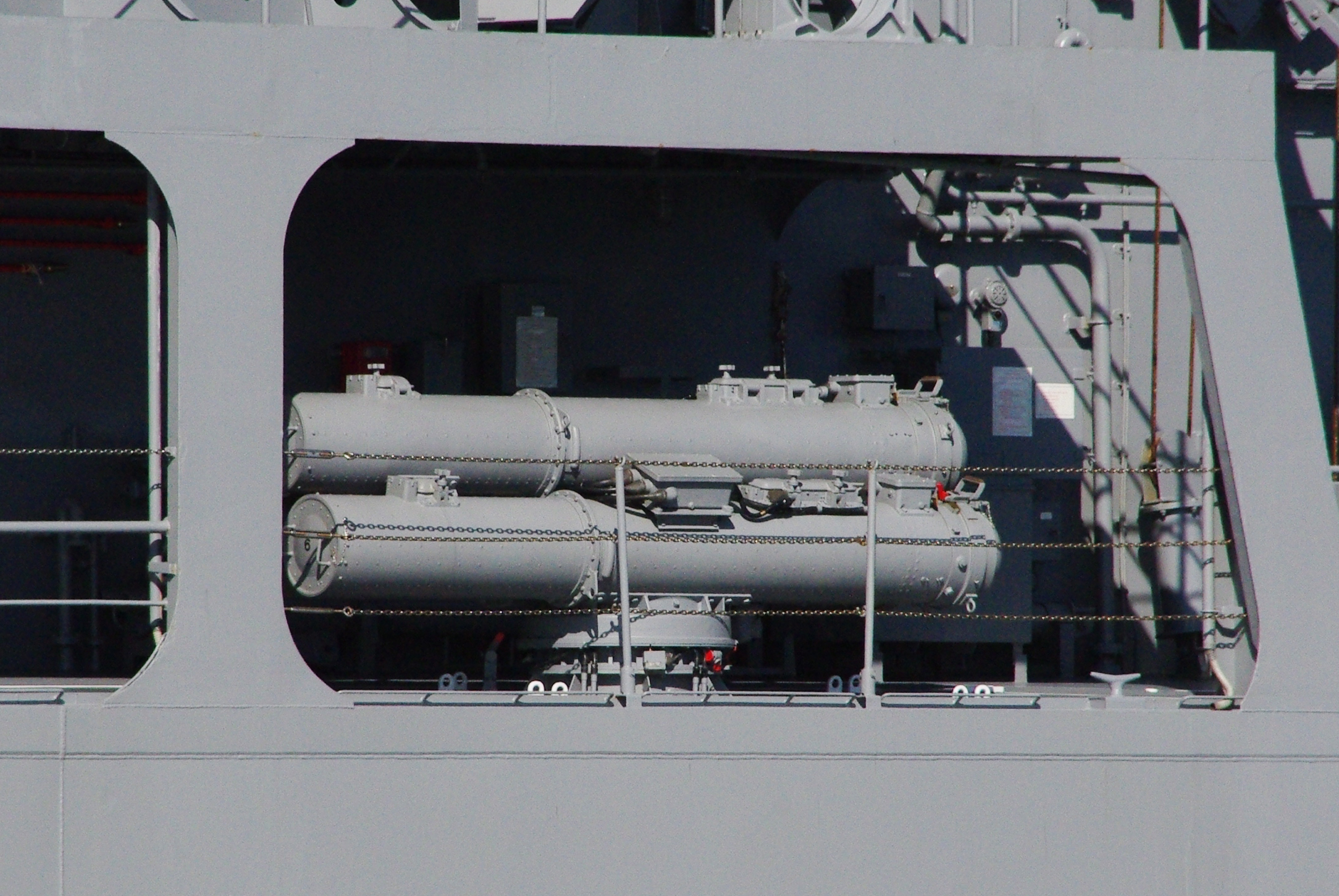
Cụm phóng ngư lôi 3 ống phóng 324mm Type 68.

## Trực thăng chống ngầm
Giống như lớp Haruna, các tàu lớp Shirane có sàn đáp và nhà chứa cho phép mang theo 3 trực thăng chống ngầm, nhưng trong khi lớp Haruna đang vận hành các máy bay chống ngầm HSS-2A vào thời điểm đó, thì ở lớp Shirane đã được thay thế bằng HSS-2B Sea King, một phiên bản của trực thăng chống ngầm SH-3H của Hải quân Mỹ do Nhật sản xuất theo giấy phép. Hiện nay, loại đang được sử dụng là SH-60J Sea Hawk.
Bên trong khoang chứa trực thăng, một máy bay sẽ đậu ở mạn phải và hai chiếc còn lại sẽ đậu song song ở mạn trái của nhà chứa. Trên tàu còn được bố trí các khu vực kỹ thuật liên quan như khoang bảo dưỡng, kho đạn và linh kiện dự trữ. Ngoài ra, hệ thống hỗ trợ cất/hạ cánh Bear Trap do Canada sản xuất cũng được trang bị cho tàu, Bear Trap được dùng để hạ cánh trực thăng trong điều kiện thời tiết khắc nghiệt.

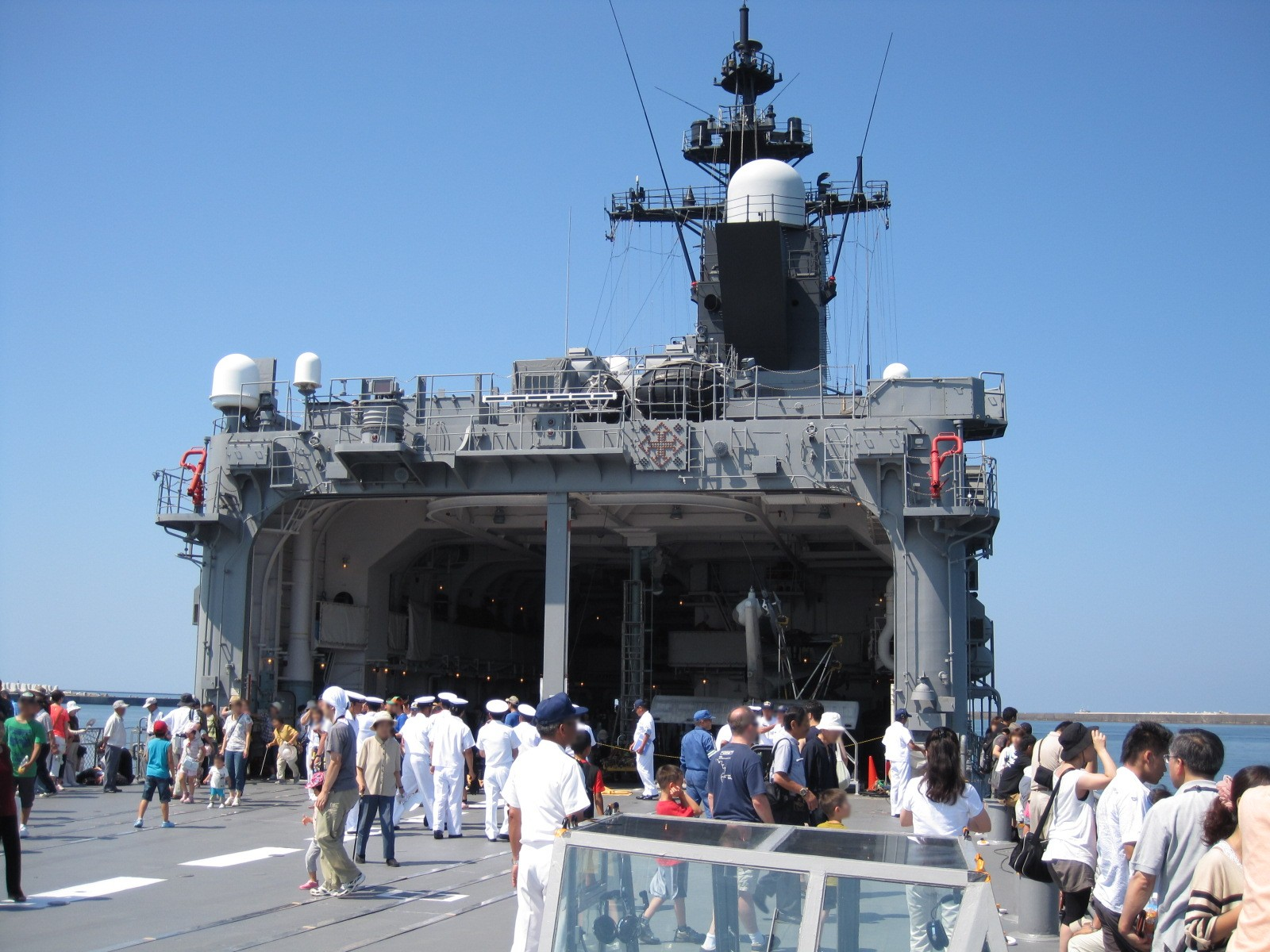
Nhà chứa và sàn đáp trực thăng của JS Kurama (DDH-144).
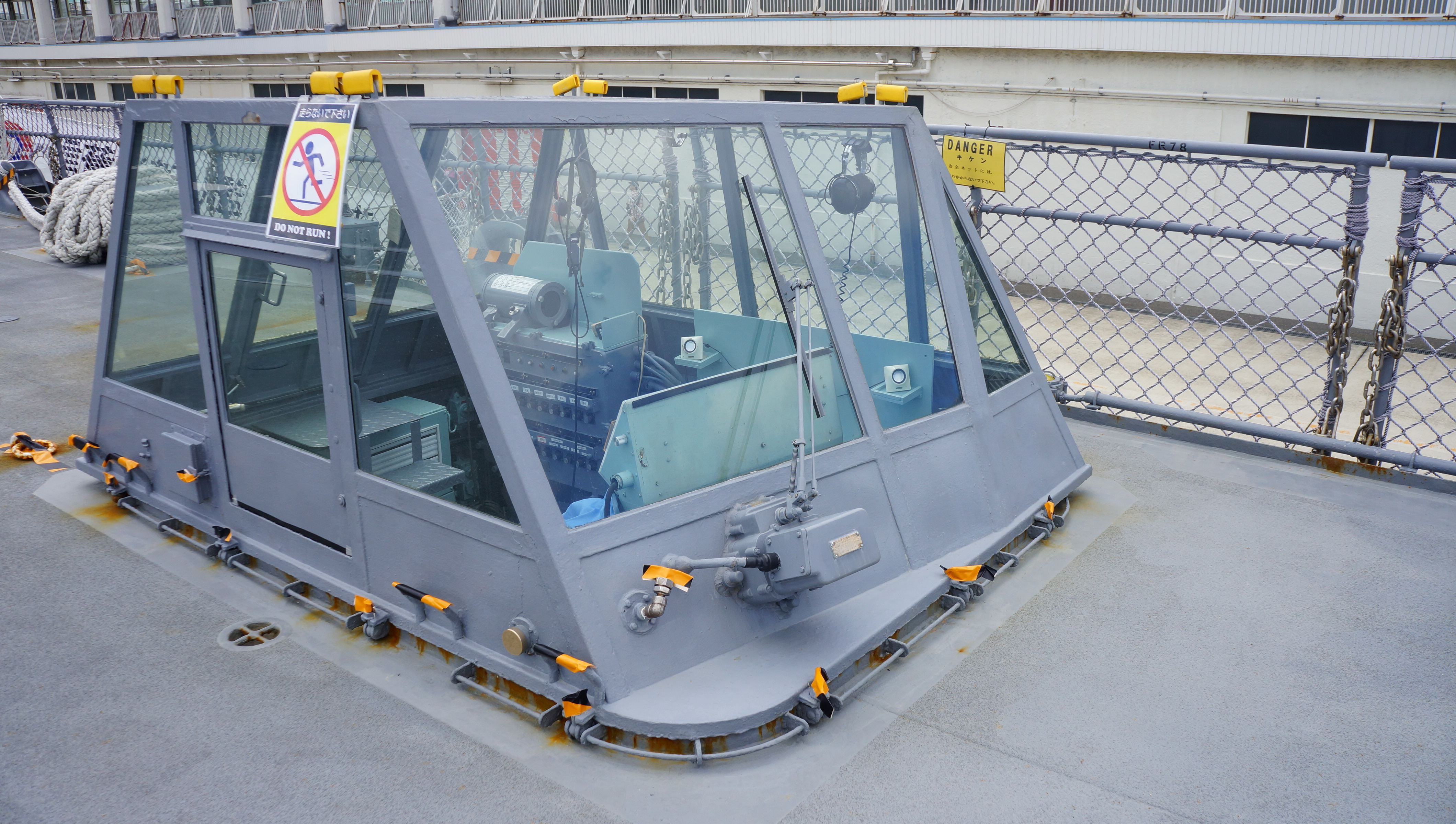
Khoang điều khiển của hệ thống Bear Trap.
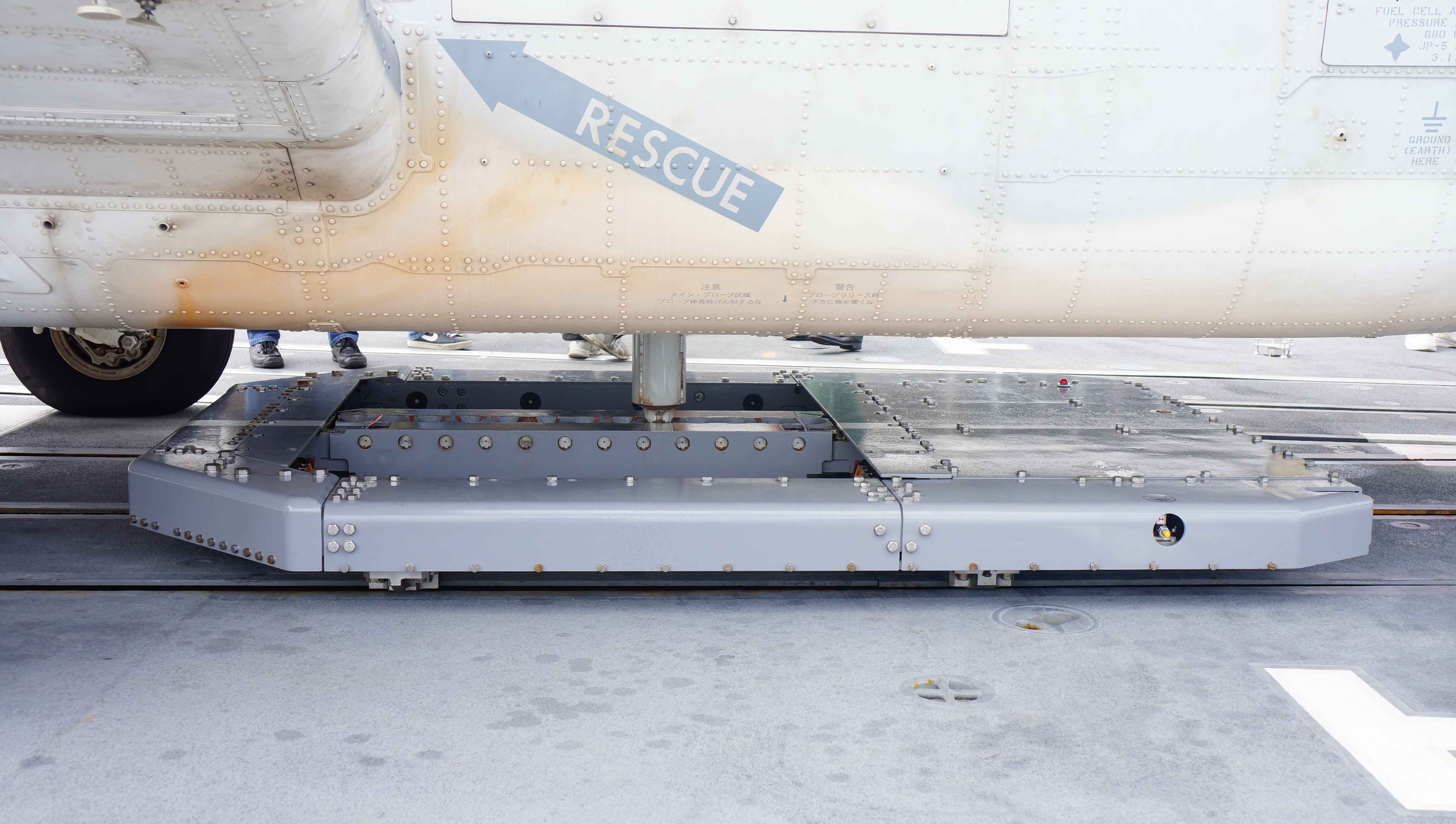
Hệ thống hỗ trợ cất/hạ cánh Bear Trap.
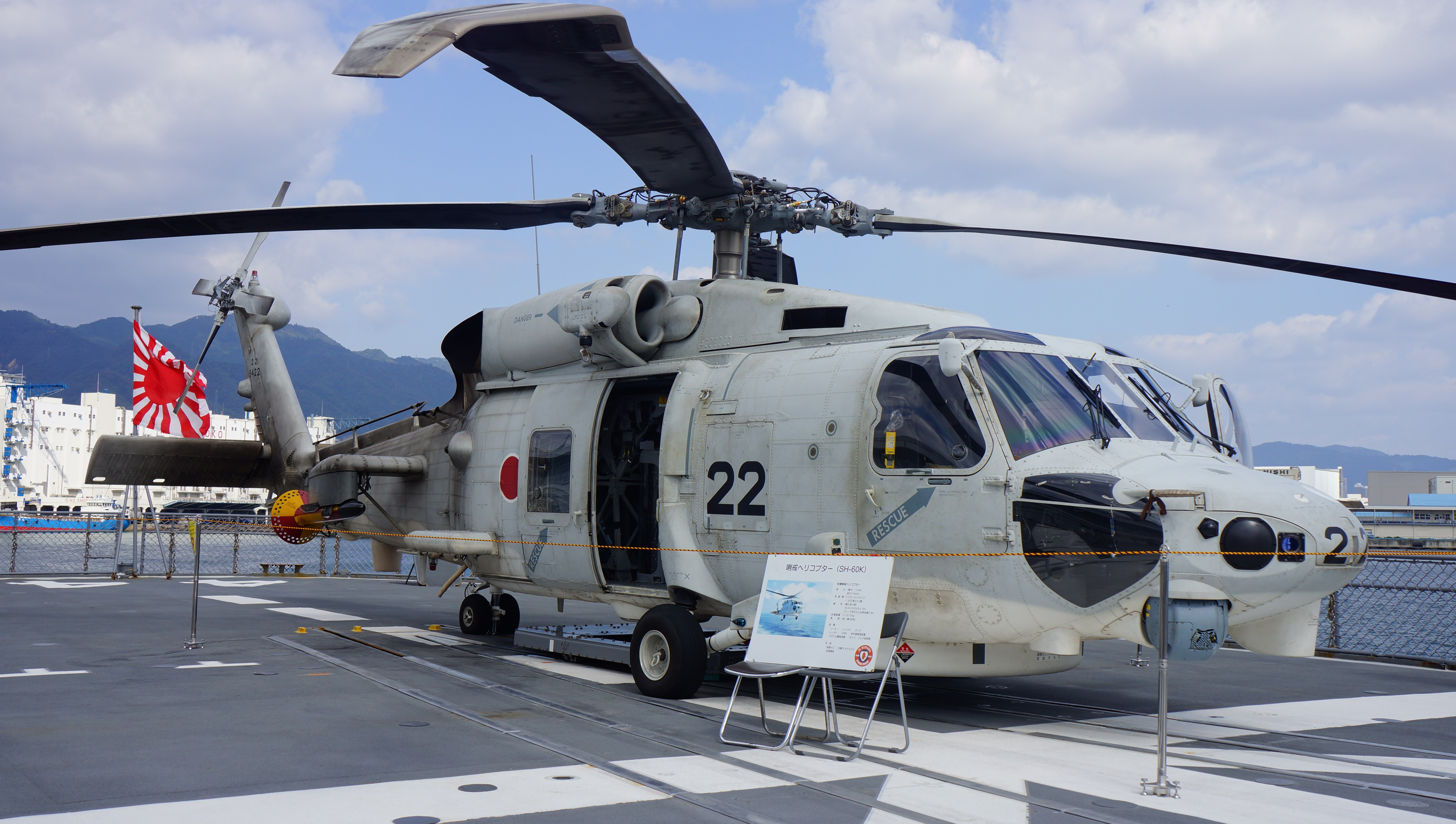
Trực thăng săn ngầm SH-60K (số hiệu 8422) trên tảu JS Kurama (DDH-144).

## Hệ thống động lực
Hệ thống động lực của tàu khu trục lớp Shirane gồm 2 động cơ tuabin hơi nước IHI 2 trục có tổng công suất 70.000 mã lực và 2 nồi hơi Type D do Foster Wheeler sản xuất, đặc tính của lò là áp suất 60 kgf/cm 2 (850 lbf /in2), nhiệt độ 480 °C và sinh hơi 130 tấn / giờ. Ngoài ra, tàu còn được lắp đặt 2 máy phát điện tuabin hơi nước có công suất 1.200 kW ở phòng máy phía trước và phía sau và 2 máy phát điện khẩn cấp bằng diesel có công suất 300 kW được bố trí ở phía trước và phía sau thân tàu, giúp tàu có thể hoạt động trong điều kiện không thể sử dụng các động cơ chính. Cũng như lớp Tachikaze (46DDG), các máy phát điện tuabin hơi nước của tàu Shirane được vận hành liên tục vì cần nguồn điện mạnh để sử dụng các thiết bị điện tử. Hệ thống động lực này giúp tàu đạt tốc độ tối đa 32 hải lý/giờ, phạm vi hoạt động 6000 hải lý với tốc độ hành trình 20 hải lý/giờ.
Để giảm tiếng ồn thủy âm tạo ra từ hệ thống động lực, tàu được ứng dụng hai giải pháp hỗn hợp Prarie-Masker, hệ thống Prarie cung cấp dòng không khí qua các lỗ ở đuôi tàu vào cánh chân vịt và trục chân vịt, hệ thống Masker đẩy các bong bóng nước xuống dưới đáy tàu. Lớp bong bóng đóng vai trò như một lớp ngăn âm thanh.

## Danh sách
| Số hiệu | Tên     | Nơi đóng                                                         | Khởi đóng           | Hạ thủy             | Hoạt động           | Loại biên                | Cảng nhà |
| ------- | ------- | ---------------------------------------------------------------- | ------------------- | ------------------- | ------------------- | ------------------------ | -------- |
| DDH-143 | Shirane | Nhà máy đóng tàu Tokyo số 1 Ishikawajima Harima Heavy Industries | 25 tháng 2 năm 1977 | 18 tháng 9 năm 1978 | 17 tháng 3 năm 1980 | Ngày 25 tháng 3 năm 2015 | Maizuru  |
| DDH-144 | Kurama  | Nhà máy đóng tàu Tokyo số 1 Ishikawajima Harima Heavy Industries | 17 tháng 2 năm 1978 | 20 tháng 9 năm 1979 | 27 tháng 3 năm 1981 | Ngày 22 tháng 3 năm 2017 | Sasebo   |